# ステファニー・ポサメ
ステファニー・ポサメ（Stéphanie Possamai  1980年7月30日- ）は、フランスのボルドー出身の柔道選手。階級は78kg級。身長172cm。得意技は一本背負投。

## 人物

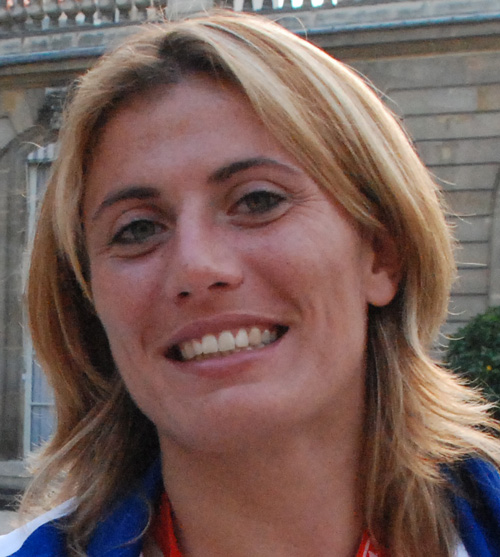
ステファニー・ポサメ

2002年の世界学生で優勝を果たした。2004年にはフランス国際とドイツ国際で2位になったが、アテネオリンピックにはセリーヌ・ルブランとの代表争いに敗れて出場できなかった。2006年に地元フランスのパリで開催されたワールドカップ団体戦ではフランスチームの優勝に貢献した。2007年の世界選手権では3位となった。翌年の北京オリンピックでも銅メダルを獲得した。

## 主な戦績
- 2001年 - フランス語圏競技大会　3位
- 2002年 - ハンガリー国際　3位
- 2002年 - 世界学生　優勝
- 2003年 - ユニバーシアード　3位
- 2004年 - フランス国際　2位
- 2004年 - ドイツ国際　2位
- 2004年 - 韓国国際　優勝
- 2005年 - オーストリア国際　3位
- 2005年 - 地中海競技大会　2位
- 2006年 - ロシア国際　優勝
- 2006年 - ワールドカップ団体戦　優勝
- 2007年 - フランス国際　2位
- 2007年 - ヨーロッパ選手権　優勝
- 2007年 - 世界選手権　3位
- 2007年 - 嘉納杯　3位
- 2008年 - フランス国際　3位
- 2008年 - ドイツ国際　2位
- 2008年 - 北京オリンピック　3位
- 2009年 - ベルギー国際　3位
- 2009年 - グランプリ・ハンブルク　3位
- 2009年 - グランドスラム・モスクワ　2位
- 2009年 - グランドスラム・リオデジャネイロ　2位
- 2009年 - ワールドカップ・スウォン　3位
- 2010年 - ワールドマスターズ　5位
- 2010年 - ベルギー国際　優勝
- 2010年 - グランプリ・チュニス　3位
- 2010年 - ワールドカップ・カイロ　2位
- 2011年 - ワールドカップ・ローマ　3位
- 2012年 - グランドスラム・パリ　5位